# Episinus porteri
Episinus porteri là một loài nhện trong họ Theridiidae.
Loài này thuộc chi Episinus. Episinus porteri được Eugène Simon miêu tả năm 1901.